# کوبه استیل
کوبه استیل (به ژاپنی: 株式会社神戸製鋼所) شرکت فولاد ژاپنی است، که در زمینه طراحی و ساخت محصولات بر پایه مس، تجهیزات آلومینیمی و تیتانیمی، فولاد ضد زنگ، ربات‌های جوشکاری، ورق‌های آلومینیومی، آلیاژهای آلومینیوم، تجهیزات آهنگری، ماشین‌آلات فلزکاری، جرثقیل، لودر، بیل مکانیکی، زیرساخت‌های نیروگاه هسته‌ای و ماشین‌آلات راه‌سازی، فعالیت می‌کند.
شرکت کوبه استیل در سال ۱۹۰۵ تأسیس شد و اکنون مالک ۲۰۸ شرکت تابعه و ۶۲ شرکت فرعی است، که دارای عملیات در خاورمیانه، آسیا، اروپا و ایالات متحده آمریکا می‌باشد.
دفتر مرکزی این شرکت در شهر کوبه، ژاپن قرار دارد و بخشی از سهام آن در بازارارهای بورس اوساکا، بورس ناگویا و بورس توکیو معامله می‌شود.